# Tethys fimbria
Tethys fimbria é uma espécie de molusco pertencente à família Tethydidae.
A autoridade científica da espécie é Linnaeus, tendo sido descrita no ano de 1767.
Trata-se de uma espécie presente no território português, incluindo a zona económica exclusiva.